# Copa Conmebol
Copa Conmebol var en sydamerikansk klubblagsturnering i fotboll, anordnad av CONMEBOL. Turneringen, som började 1992, anses vara en av föregångarna till den nuvarande turneringen Copa Sudamericana. Turneringen spelades fram till 1999. Brasilien var det framgångsrikaste landet med hela 5 titlar utspritt på fyra lag. I övrigt kom mästarna från Argentina (tre titlar på tre lag). Andra framgångsrika länder var Uruguay med två andraplatser av ett lag, dessutom kom lag från Paraguay och Colombia tvåa.